# Администратор баз данных
Администратор базы данных (англ. Database administrator, DBA) — лицо, отвечающее за выработку требований к базе данных, её проектирование, реализацию, эффективное использование и сопровождение, включая управление учётными записями пользователей БД и защиту от несанкционированного доступа. Не менее важной функцией администратора БД является поддержка целостности базы данных.
Код специальности по общероссийскому классификатору профессий рабочих, должностей служащих и тарифных разрядов (ОКПДТР) — 40064.
Профессия входит в список ТОП-50 самых востребованных профессий по версии Минтруда РФ.

## Основные задачи администратора базы данных
- Проектирование базы данных.
- Оптимизация производительности базы данных.
- Обеспечение безопасности в базе данных.
- Резервное копирование и Восстановление базы данных.
- Обеспечение целостности баз данных.
- Обеспечение перехода на новую версию СУБД.

По действующему стандарту, для Администратора базы данных задачи и должностные обязанности определяются в зависимости от уровня квалификации из следующего списка.
- Обеспечение функционирования БД
  - Резервное копирование БД
  - Восстановление БД
  - Управление доступом к БД
  - Установка и настройка программного обеспечения (ПО) для обеспечения работы пользователей с БД
  - Установка и настройка ПО для администрирования БД
  - Мониторинг событий, возникающих в процессе работы БД
  - Протоколирование событий, возникающих в процессе работы БД

- Оптимизация функционирования БД
  - Мониторинг работы БД, сбор статистической информации о работе БД
  - Оптимизация распределения вычислительных ресурсов, взаимодействующих с БД
  - Оптимизация производительности БД
  - Оптимизация компонентов вычислительной сети, взаимодействующих с БД
  - Оптимизация выполнения запросов к БД
  - Оптимизация управления жизненным циклом данных, хранящихся в БД

- Предотвращение потерь и повреждений данных
  - Разработка регламентов резервного копирования БД
  - Контроль выполнения регламента резервного копирования
  - Разработка стратегии резервного копирования БД
  - Разработка регламентов восстановления БД
  - Разработка автоматических процедур для создания резервных копий БД
  - Проведение процедуры восстановления данных после сбоя
  - Контроль соблюдения регламента восстановления
  - Анализ сбоев в работе БД и выявление их причин
  - Разработка методических инструкций по сопровождению БД
  - Мониторинг работы программно-аппаратного обеспечения БД
  - Настройка работы программно-аппаратного обеспечения БД
  - Подготовка предложений по модернизации программно-аппаратных средств поддержки БД
  - Прогнозирование и оценка рисков сбоев в работе БД
  - Разработка автоматических процедур для горячего резервирования БД
  - Выполнение процедур по вводу в рабочий режим ресурсов горячей замены
  - Подготовка отчетов о функционировании БД
  - Консультирование пользователей в процессе эксплуатации БД
  - Подготовка предложений по повышению квалификации сотрудников

- Обеспечение информационной безопасности на уровне БД
  - Разработка политики информационной безопасности на уровне БД
  - Контроль соблюдения регламентов по обеспечению безопасности на уровне БД
  - Оптимизация работы систем безопасности с целью уменьшения нагрузки на работу БД
  - Разработка регламентов и аудит системы безопасности данных
  - Подготовка отчетов о состоянии и эффективности системы безопасности на уровне БД
  - Разработка автоматизированных процедур выявления попыток несанкционированного доступа к данным

- Управление развитием БД
  - Анализ системных проблем обработки информации на уровне БД, подготовка предложений по перспективному развитию БД
  - Разработка регламентов обновления версий программного обеспечения БД
  - Разработка регламентов по миграции БД на новые платформы и новые версии ПО
  - Изучение, освоение и внедрение в практику администрирования новых технологий работы с БД
  - Контроль обновления версий БД
  - Контроль миграции БД на новые платформы и новые версии ПО
  - Планирование организационной структуры подразделения и развития кадрового потенциала

## Основные типы администраторов БД
- Проблемно-ориентированный администратор.
- Аналитик производительности.
- Администратор хранилища данных.